# Instituto Nacional del Seguro Social de Brasil
El Instituto Nacional del Seguro Social de Brasil, o simplemente INSS, es la autarquía competente en Brasil para el recibimiento de contribuciones laborales para el mantenimiento de la Sanidad social, siendo responsable por el pago de la jubilación, licencia maternal, entre otros beneficios previstos en la ley. El INSS trabaja junto con la Dataprev, empresa de tecnología que hace el procesamiento de todos los datos de la sanidad.

## Historia
El INSS fue creado con base en el Decreto n.º 99 350 del 27 de junio de 1990 mediante la fusión del Instituto de Administración Financiera de la Seguridad y Asistencia Social (IAPAS), con el Instituto Nacional de Seguridad Social (INPS).
El INSS es responsable de implementar el reconocimiento de los derechos de los clientes bajo el Régimen General de Seguridad Social (RGPS), que actualmente cubre a más de 40 millones de contribuyentes. El Instituto cuenta en su plantilla administrativa con casi 18.000 empleados activos, destacados en todas las regiones del país, que atienden de manera presencial a más de cuatro millones de personas cada mes. Cuenta con una red altamente capilarizada de alrededor de 1.500 unidades de servicios, las denominadas Agencias de Seguridad Social (APS), presentes en todos los estados de la Federación. Hay 104 Departamentos Ejecutivos (GEX), distribuidos en sectores y subsectores.